# Дания на «Евровидении-1961»
Дания принимала участие в Евровидении 1961, проходившем в Каннах, Франция. Страну на конкурсе представил Дарио Кампеотто с песней «Angelique», выступивший под номером 13. В этом году страна заняла пятое место, получив 12 баллов, как и Италия. Комментатором конкурса от Дании в этом году стал Сейр Волмер-Соренсен, а глашатаем — Клос Токсвиг.

## Национальный отбор[3]
| Номер | Артист                       | Песня                         | Баллы | Место |
| ----- | ---------------------------- | ----------------------------- | ----- | ----- |
| 1     | Педро Байкер                 | «Min guitar og jeg»           | 6     | 3-е   |
| 2     | Кэти Бёттгер                 | «Hamlet»                      | 0     | 5-е   |
| 3     | Густав Винклер               | «Vi lever kun en enkelt gang» | 0     | 5-е   |
| 4     | Бирте Вильке                 | «Jetpilot»                    | 7     | 2-е   |
| 5     | Отто Бранденбург             | «Godnat lille du»             | 3     | 4-е   |
| 6     | Ракель Растенни и Грета Сонк | «Hjemme hos os»               | 0     | 5-е   |
| 7     | Дарио Кампеотто              | «Angelique»                   | 14    | 1-е   |

Финал национального отбора состоялся 19 февраля 1961 года в театре Фредерики в Стокгольме. Жюри из 10 человек могли отдать по 1 баллу 3-м песням, либо одной — все баллы, либо — 2 и 1 балл. Победителем стал Дарио Кампеотто с песней «Angelique». В национальном отборе также принимали участие представители страны всех прошлых лет: Бирте Вильке (1957 и 1959), Густав Винклер (1957), Ракель Растенни (1958) и Кэти Бёттгер (1960).

## Страны, отдавшие баллы Дании
Каждая страна имела жюри в количестве 10 человек, каждый человек мог отдать очко понравившейся песне.
| Отдали Дании… | Отдали Дании… | Отдали Дании…        |
| 8 баллов      | 2 балла       | 1 балл               |
| ------------- | ------------- | -------------------- |
| Норвегия      | Швеция        | Финляндия Нидерланды |

## Страны, получившие баллы от Дании
| 4 балла | Италия                                                               |
| 1 балл  | Финляндия, Югославия, Германия, Норвегия, Люксембург, Великобритания |